# Amelin
Amelin (en rus: Амелин) és un poble (un khútor) de l'óblast de Kursk, a Rússia, que en el cens del 2010 tenia vuit habitants. Pertany al districte rural de Fatej.